# Pfarrkirche Tarsdorf

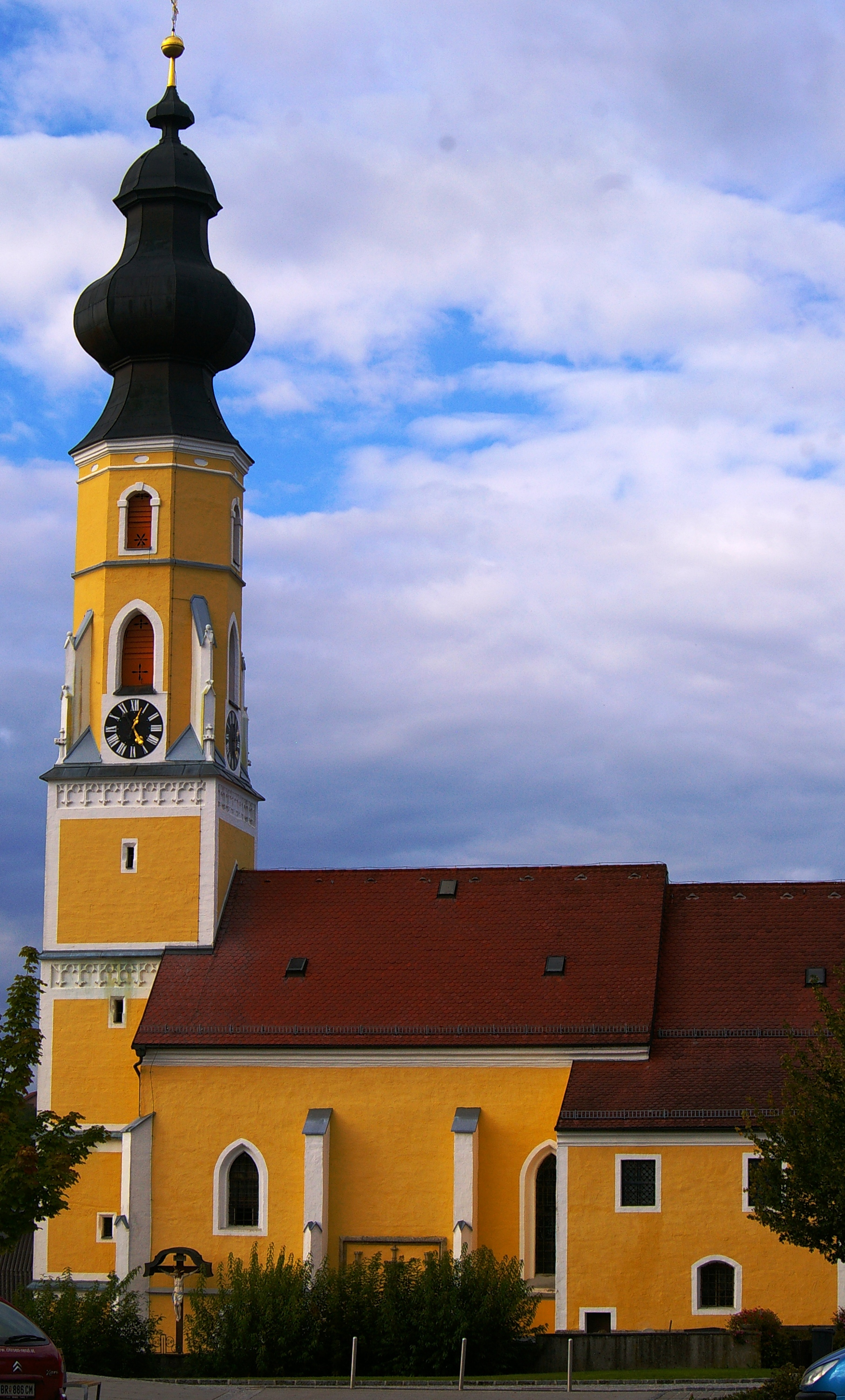
Katholische Pfarrkirche hl. Michael in Tarsdorf

Die römisch-katholische Pfarrkirche Tarsdorf steht in der Gemeinde Tarsdorf im Bezirk Braunau am Inn in Oberösterreich. Sie ist dem heiligen Michael geweiht und gehört zum Dekanat Ostermiething in der Diözese Linz. Das Bauwerk steht unter  Denkmalschutz (Listeneintrag).

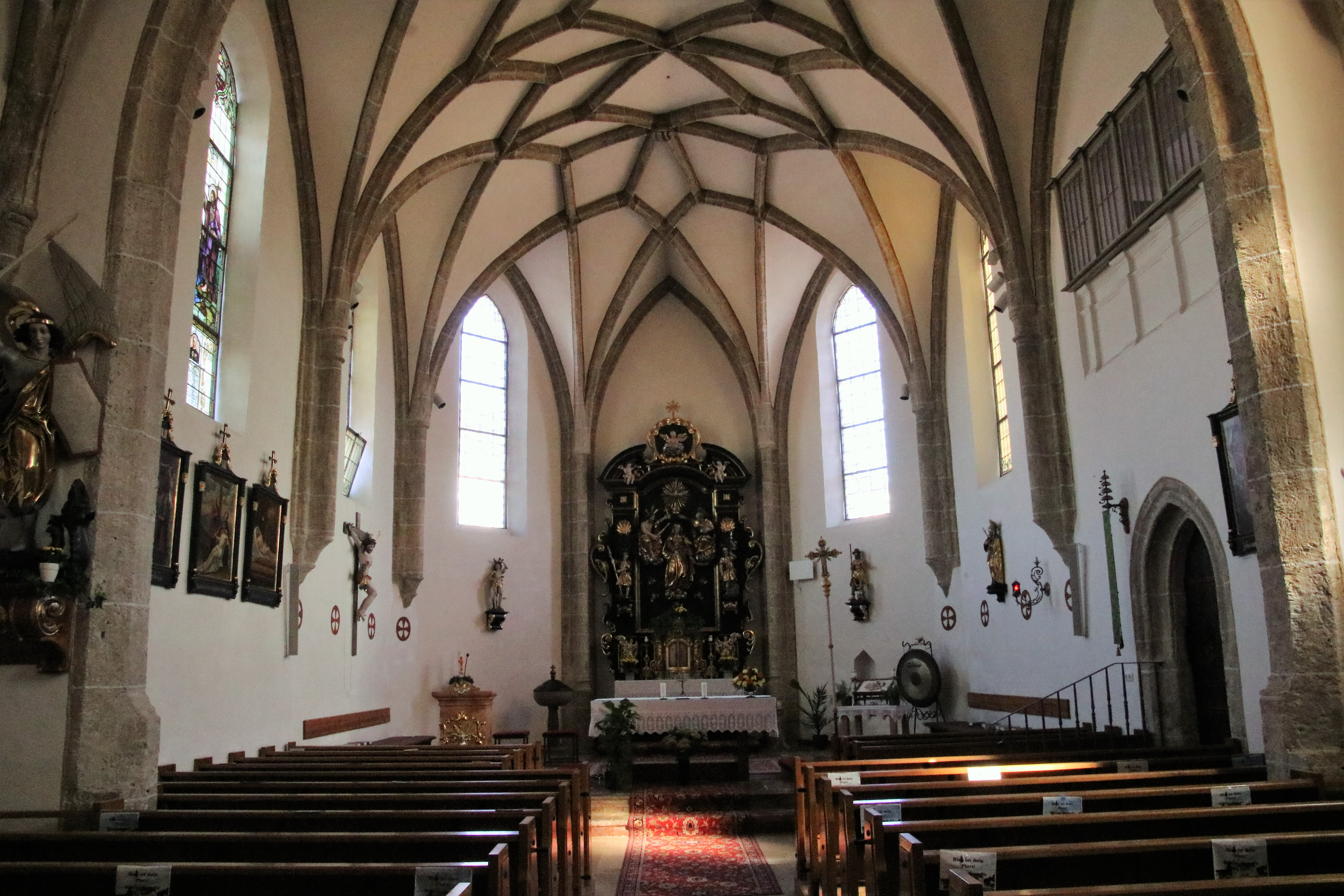
Innenansicht

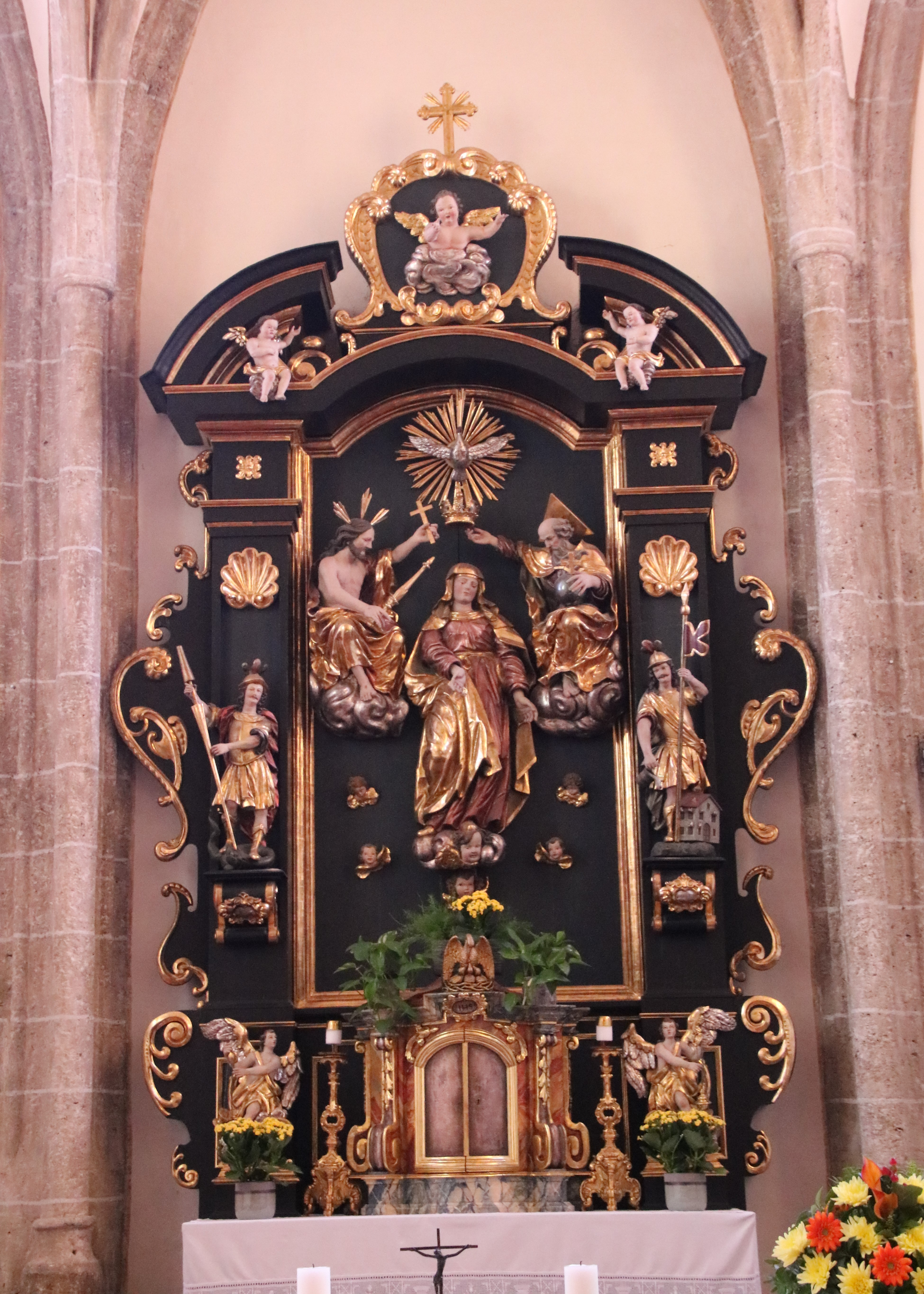
Altar

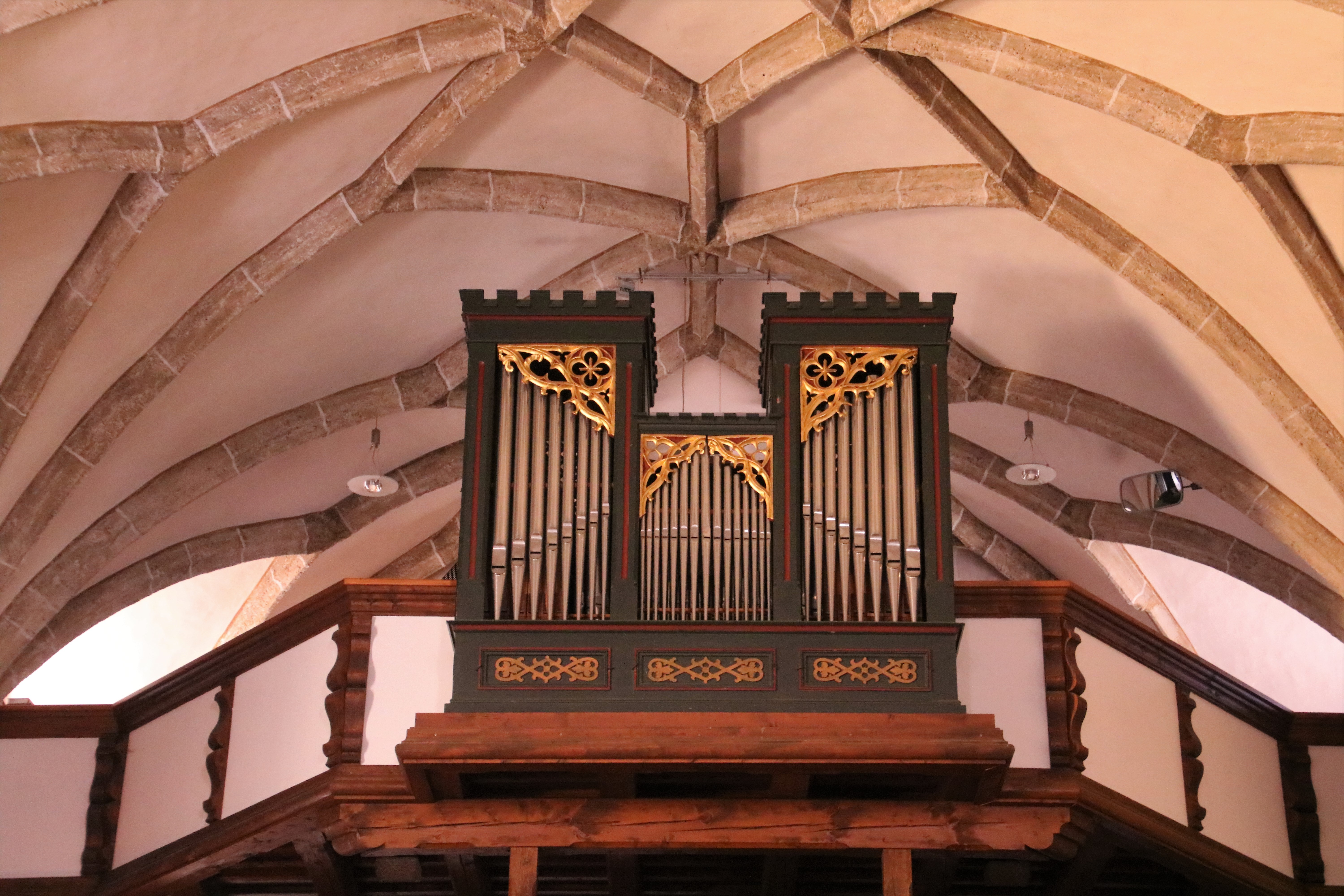
Orgel

## Geschichte
Die Kirche wird 1070 das erste Mal urkundlich erwähnt. Die gotische Kirche wurde in den Jahren 1460 bis 1475 errichtet, eventuell wurde sie vom selben Baumeister errichtet wie die Pfarrkirche Asten in Bayern.

## Architektur
Kirchenäußeres
Der 48 Meter hohe Westturm hat einen achtseitigen Aufsatz und einen barocken Zwiebelhelm. Nord- und Südportal sind spätgotisch. Das Nordportal hat eine Vorhalle und das Portal zur Sakristei ist spätgotisch. Alle Türen weisen gotische Beschläge auf. Die Fassade ist durch Strebepfeiler gegliedert.
Kircheninneres
Das dreijochige Langhaus ist einschiffig und sternrippengewölbt. Der zweijochige Chor ist eingezogen und netzrippengewölbt. Er schließt im Dreiachtelschluss, vergleichbar mit der Pfarrkirche Haigermoos. An der Südseite führt eine Tür mit gotischem Lilienbeschlägen zur Sakristei. Das spätgotische Nordportal zeigt ebenfalls gotische Beschläge. Im Westen ist eine zweigeschoßige hölzerne Empore aus dem 19. Jahrhundert eingebaut.

## Ausstattung
Im Langhaus und im Chor sind fünf neugotische Fenster mit Glasmalereien mit figürlichen Darstellungen eingebaut. Der Hochaltar ist ein barockes Ädikularetabel mit sparsamem Knorpelwerkdekor aus dem dritten Viertel des 17. Jahrhunderts. Er zeigt eine von Pilastern flankierte Figurengruppe der Marienkrönung, die aus ursprünglich nicht zusammengehörigen Figuren des 17. und 18. Jahrhunderts kompiliert wurde.
Auf den Seitenaltären stehen einige barocke Figuren aus dem zweiten Viertel des 18. Jahrhunderts sowie eine spätgotische Figur des heiligen Sebastian vom Ende des 15. Jahrhunderts.
Als Gegenstücke zu den Seitenfiguren des Hochaltars sind zwei Figuren der Heiligen Sebastian und Rochus aus der zweiten Hälfte des 17. Jahrhunderts aufgestellt. Eine gleichzeitige Mater dolorosa mit neuer Fassung steht an der südlichen Chorwand, ein heiliger Sebastian aus dem zweiten Viertel des 18. Jahrhunderts am südlichen Pfeiler des Triumphbogens, ein Erzengel Michael aus der Zeit vor 1858 am nördlichen Triumphbogenpfeiler.
Die Orgel ist ein Werk von Franz Sales Ehrlich mit heute 10 Registern auf einem Manual.
Im Beinhaus sind Totengedenkbilder aus der zweiten Hälfte des 19. Jahrhunderts in der Art von Johann Baptist Wengler.

## Geläut
Eine Glocke mit dem Ton d′ wurde 1450 von Jörg Gloppitscher in Salzburg gegossen. Vier weitere Glocken wurden 1949 von der Firma Oberascher in Salzburg geliefert.